# 訂正紙

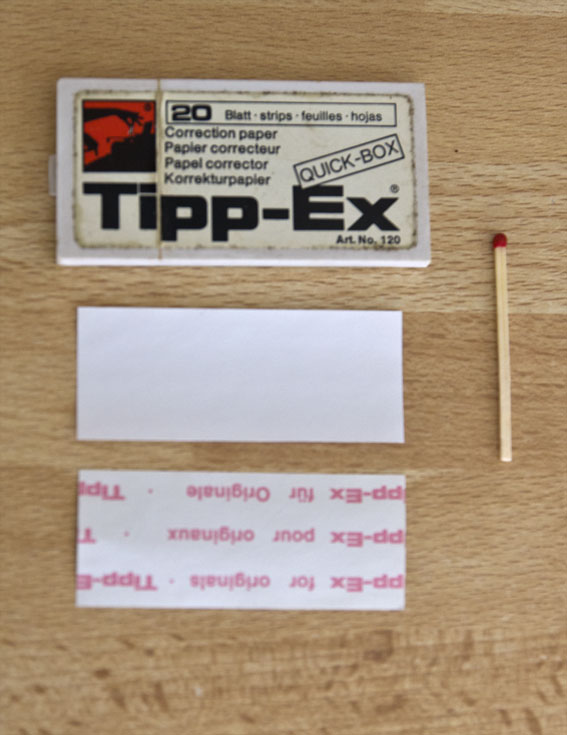
Tipp-ex 修正紙20130417

修正紙、または修正フィルムとは、文章を修正する際に用いる文房具の一種である。
プラスチックベースのテープ形状をしている白い修正材料が使用され、テープの断片を使って誤りを訂正する。主にタイプライターにおける誤植を覆い隠して修正するものである。紙が誤った位置でなく、正確に同じ場所でキャリッジ位置に置いて再挿入され、訂正部分が適正な位置に来るようにした上で、訂正・再入力することが重要である。
1958年11月、西ドイツのエルトヴィルの起業家ウォルガング・ダビッシュによって発明された。1959年に特許出願後、フランクフルトの起業家オットー・ヴィルヘルム・カールがTipp-Ex GmbH&Co.を設立。Kgと Tipp-Ex を1987年に商標登録した  Tipp-Exの名前で広まり、のちに修正テープと修正液のブランドとして世界的に広まっていった。修正テープと修正液は、その発明前においては、タイプライターのエラーを訂正する方法がなかったため、非常に迅速に普及した。
Tipp-Exの名前は、ドイツ語の"tippen"に由来し、ラテン語の"from"、"out"、"former"に由来する。
1997年に、Tipp-Exのブランドはソシエテ-ビックに売却されました。 修正テープの生産は、タイプライターが使用されなくなったことにより、2000年頃に停止した。